# Zarasai
Zarasai är en stad i Utena län i Litauen. Staden har 6 736 invånare år 2015. Den är huvudort i kommunen Zarasai.

## Kända personer från Zarasai
- Pjotr Wrangel, 1878–1928